# Josef Miloslav Rautenkranc
Josef Miloslav Rautenkranc (2. března 1776 Hradec Králové – 22. července 1817 Sedlec) byl český římskokatolický kněz, obrozenecký básník, pedagog a novinář.

## Život
Narodil se 2. března 1776 v Hradci Králové. Po absolvování základní školy a tamního gymnázia roku 1790 odjel do Prahy studovat filozofii, kde navštěvoval přednášky o českém jazyce od Františka Martina Pelcla a spřátelil se s profesorem matematiky Stanislavem Vydrou. Ten ho seznámil s významnými spisovateli tehdejší doby, jako byli Josef Dobrovský, Antonín Jaroslav Puchmajer či Václav Matěj Kramerius. Kromě toho se věnoval i studiu ostatních jazykům, těmi byly polština, ruština, francouzština a italština.
Po absolutoriu byl 30. března 1798 v Hradci Králové vysvěcen na kněze. 3. května téhož roku se stal kaplanem v Nebovidech, odkud byl vyslán k farnosti v Církvici za účelem pastorace.
Kvůli svému zdravotnímu stavu byl však dočasně poslán k odpočinku. V roce 1802 odešel zpět do Hradce Králové, tam požádal zdejšího biskupa o české přednášky v teologickém semináři. Jeho žádosti bylo vyhověno a byl tak jmenován českým profesorem.
V letech 1803–1805 působil jako soukromý učitel prvních tří ročníků gymnázií v Jaroměři. Později byl zaměstnán ve hlavní škole v Nových Dvorech u Kutné Hory, od roku 1805 jako katecheta, v letech 1807–1812 jako ředitel, rovněž začal pracovat v rodinné knihovně u Jana Rudolfa Chotka z Chotkova. Za jeho horlivost v oblasti vzdělávání byl často chválen a vyznamenán, například v roce 1811 českou státní vládou. 18. října 1812 byl jmenován farářem ve farnosti Sedlec u Kutné Hory. Tam také 22. července 1817 zemřel.

## Dílo
Josef Miloslav Rautenkranc se proslavil zejména jako básník, byl nazýván českým Anakreónem. Jeho básně se objevily v několika svazcích básní Antonína Jaroslava Puchmajera z let 1797 a 1798. Poté se pod pseudonymem Miloslav Rautovský pokusil psát básně a příležitostné písně, a to jak ve světské, tak i duchovní. Rozsáhlou sbírku jeho básní vydal až v roce 1836 jeho přítel Vojtěch Nejedlý a byl to druhý svazek sbíraných básní Antonína Jaroslava Puchmajera.
Mezi jeho nejznámější básně patří Zpěv plesajících Čechův o slavnosti pokoje (1814, 1818 vyšlo v časopise Hlasatel český) a balada Poutnice (1818), přeložená balada Gottfrieda Augusta Bürgera, který ji přeložil z angličtiny.
Skládal též písně o českých vojácích („Na vlastenectví! Zpěv českých hrdinů 1813“, „Zpěv osady vojenské 1813“). Nejdůležitější jsou ale jeho pedagogická a kazatelská díla, kupříkladu jeho články Proč by se fungovaly v hlavních školách království Českého učitele také česky v Hlasateli českém (1818) a Vlastenecké žádosti v Prvotinách (1815).

### Náboženská literatura
- Pokrm dusse, aneb, Cwičenj se w pobožnosti pro dobré katolické Křesťany obzwlásstně při Mssi swaté na wssecky weyročnj slawnosti a swátky Pána nasseho, geho blahoslawené Matky, a milých Swatých; s modlitbami rannjmi wečernjmi, k sw. Zpowědi a Wečeři Páně, a s ginými modlitbami a litanyemi; též s krátce obsaženým křesťanským mrawným učenjm, Praha 1803
- Modlitby pro mladé lidi přeložené podle Michala Kajetána Herrmanna, Konsys. Rady, Sskolnjho Dohljžitele w Kadaňském Wikařstwj a Faráře Dehlowského od Jozeffa Rautenkrance, Katechety Nowodwořského, Praha 1808
- Kázánj postnj Jozefa Rautenkrance. Na 3 ročnj běhy rozdělená a w 1 sv. wedená a wyd. od Mikulásse Rautenkrance, Hradec Králové 1825

### Pedagogická literatura
- Cwičenj w mluwenj Gazykem Německým. Uibungen im Deutschsprechen : ein Versuch, durch praktische Anweisung, nach einer stufenweisen Ordnung den čechischen Schülern in deutschen Schulen das Deutschsprechen zu erleichtern ; auch für die Deutschen zur Uibung im Čechischsprechen brauchbar, Praha 1819